# Маслина європейська
Маслина європейська, або оливкове дерево європейське (Olea europaea) — невелике вічнозелене субтропічне дерево родини маслинових (Oleaceae). Інші назви — оливне дерево, олива звичайна. Походить з прибережних районів Середземномор'я, зокрема Лівану і Сирії, Малої Азії та північного Ірану. Де саме маслина була одомашнена, наразі невідомо, але більшість дослідників вважає, що це відбулося в долинах річок Йордан та Оронт, або ж у Фінікії.
Плоди цього дерева, маслини (оливки), є поширеним продуктом харчування Середземноморського регіону, зокрема джерелом маслинової олії.
Назва оливи та оливок означає «ті, що містять олію», «олійні», назва маслини — «масна».

## Ареал
Культурні сорти маслини європейської вирощують у всіх середземноморських країнах, в Україні на Південному березі Криму, на Чорноморському узбережжі Росії (в районі Геленджика, Туапсе і Сочі), в Грузії, Азербайджані, Туркменістані, Іраку, Ірані, Пакистані та Північній Індії. 1560 року була завезена в Америку, де її переважно вирощують у Перу та Аргентині. Уперше її почали культивувати в Греції, де й досі вирощують у великих кількостях.

## Вирощування

### Україна
В Україні маслину вирощують у Криму, при цьому вона може рости не тільки на Південному березі, але й на решті території півострова. Розведенням маслин у Криму почали займатися ще в давні часи. І в наш час можна побачити окремі дерева-патріархи, котрим виповнилось 400—500 років. Трапляються також групові насадження у вигляді невеликих гаїв. У Державному Нікітському ботанічному саду УААН росте найстаріша маслина в Україні, котрій, за підрахунками, до 2000 років.

## Світове виробництво
| Місце | Країна         | Виробництво (в т) |
| ----- | -------------- | ----------------- |
| 1     | Іспанія        | 9 819 569         |
| 2     | Італія         | 1 877 222         |
| 3     | Марокко        | 1 561 465         |
| 4     | Туреччина      | 1 500 467         |
| 5     | Греція         | 1 079 080         |
| 6     | Алжир          | 860 784           |
| 7     | Туніс          | 825 467           |
| 8     | Єгипет         | 768 176           |
| 9     | Португалія     | 740 151           |
| 10    | Сирія          | 400 000           |
|       | Всього у світі | 21 066 061        |

## Поживний склад
| Зелені оливки консервовані Харчова цінність в 100 г продукту |          |
| --- | -------- |
| Енергетична цінність 146 ккал / 609 кДж |          |
| \| Білки \| 1,03 g \| \| Жири \| 15,32 g \| \| насичені \| 2,029 g \| \| мононенасичені \| 11,314 g \| \| поліненасичені \| 1,307 g \| \| Вуглеводи \| 3,84 g \| \| дисахариди \| 0,54 g \| \| \| \| \| Ретинол (віт. A) \| 20 мкг \| \| – β-каротин \| 231 мкг \| \| Тіамін (B1) \| 0,021 мг \| \| Рибофлавін (B2) \| 0,007 мг \| \| Ніацин (B3) \| 0,237 мг \| \| Піридоксин (B6) \| 0,031 мг \| \| Фолацин (B9) \| 3 мкг \| \| Токоферол (вітам. E) \| 3,81 мг \| \| Вітамін K \| 1,4 мкг \| \| \| \| \| Кальцій \| 52 мг \| \| Залізо \| 0,49 мг \| \| Магній \| 11 мг \| \| Фосфор \| 4 мг \| \| Калій \| 42 мг \| \| Натрій \| 1556 мг \| \| \| \| \| Water \| 75,3 g \| |          |
| Full Link to USDA Database entry Джерело: USDA Nutrient database |          |
| Білки | 1,03 g   |
| Жири | 15,32 g  |
| насичені | 2,029 g  |
| мононенасичені | 11,314 g |
| поліненасичені | 1,307 g  |
| Вуглеводи | 3,84 g   |
| дисахариди | 0,54 g   |
| |          |
| Ретинол (віт. A) | 20 мкг   |
| – β-каротин | 231 мкг  |
| Тіамін (B1) | 0,021 мг |
| Рибофлавін (B2) | 0,007 мг |
| Ніацин (B3) | 0,237 мг |
| Піридоксин (B6) | 0,031 мг |
| Фолацин (B9) | 3 мкг    |
| Токоферол (вітам. E) | 3,81 мг  |
| Вітамін K | 1,4 мкг  |
| |          |
| Кальцій | 52 мг    |
| Залізо | 0,49 мг  |
| Магній | 11 мг    |
| Фосфор | 4 мг     |
| Калій | 42 мг    |
| Натрій | 1556 мг  |
| |          |
| Water | 75,3 g   |

## Цікаві факти

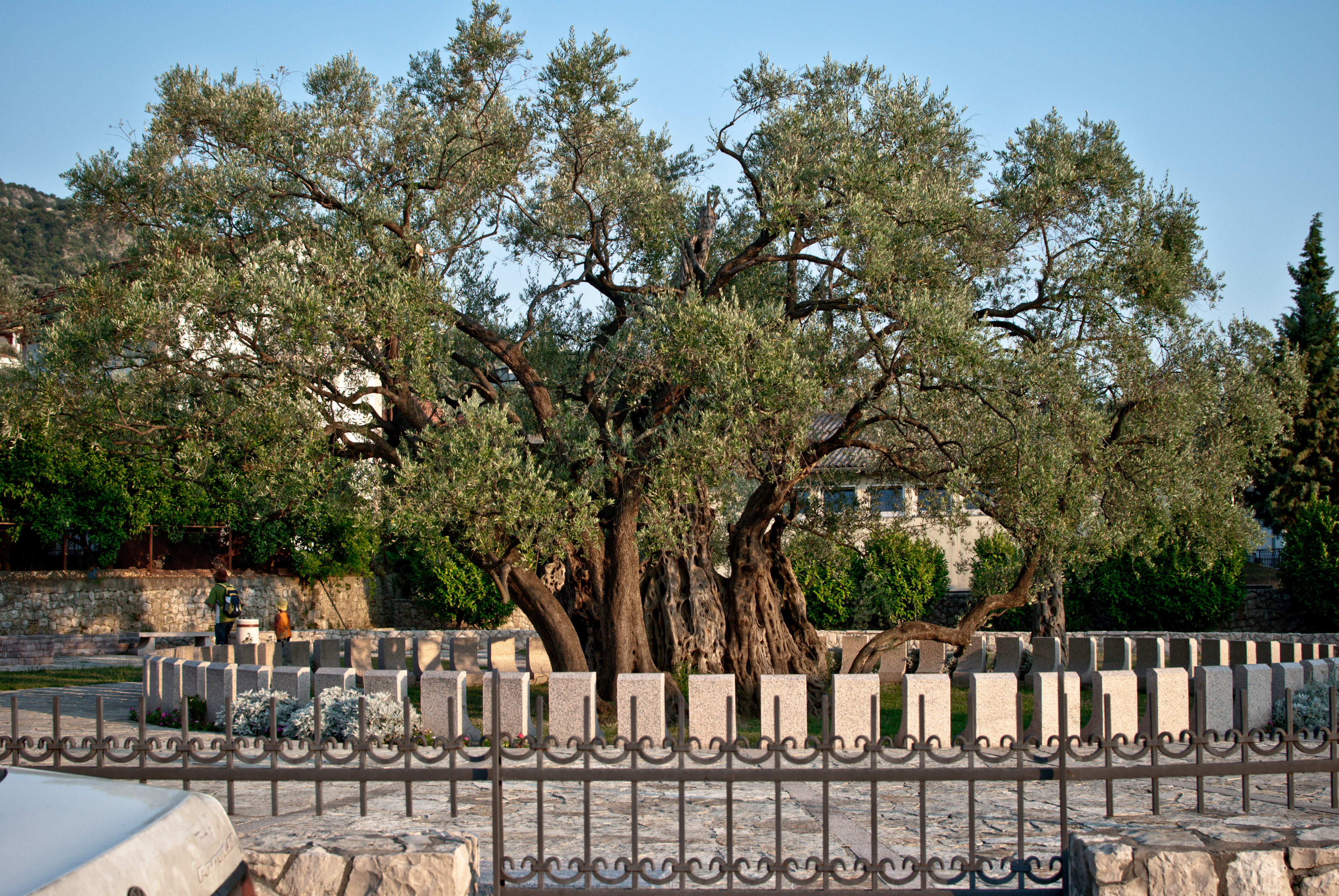
2000-літня маслина в м. Бар (Чорногорія)

- В ісламській традиції маслина — Древо Життя, одне з двох заборонених дерев у Раю[джерело?].
- На острові Крит росте одне з найстаріших оливкових дерев – йому понад 3000 років. Росте на заході острова в селі Ано Вувес (Ano Vouves), що недалеко від Ханьї під Колімбарі. Дерево є об’єктом гордості місцевих жителів, саме воно так прославило це село.
- Цей вид занесений до Червоної книги зникаючих рослин Ємену[7].

## Галерея

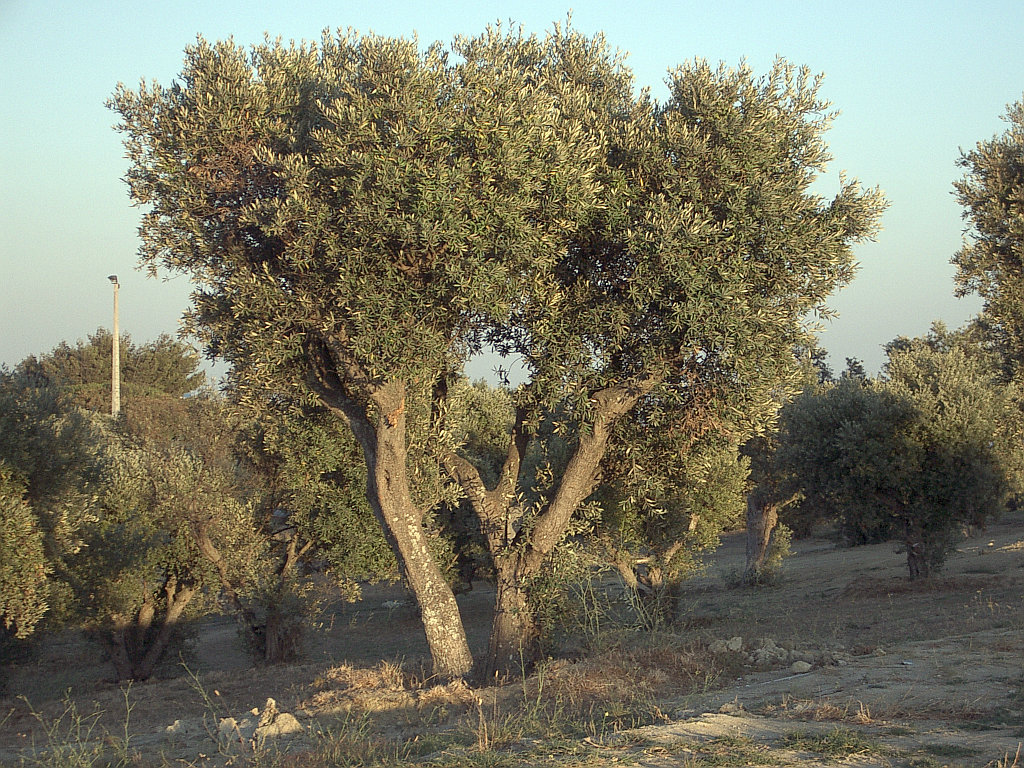
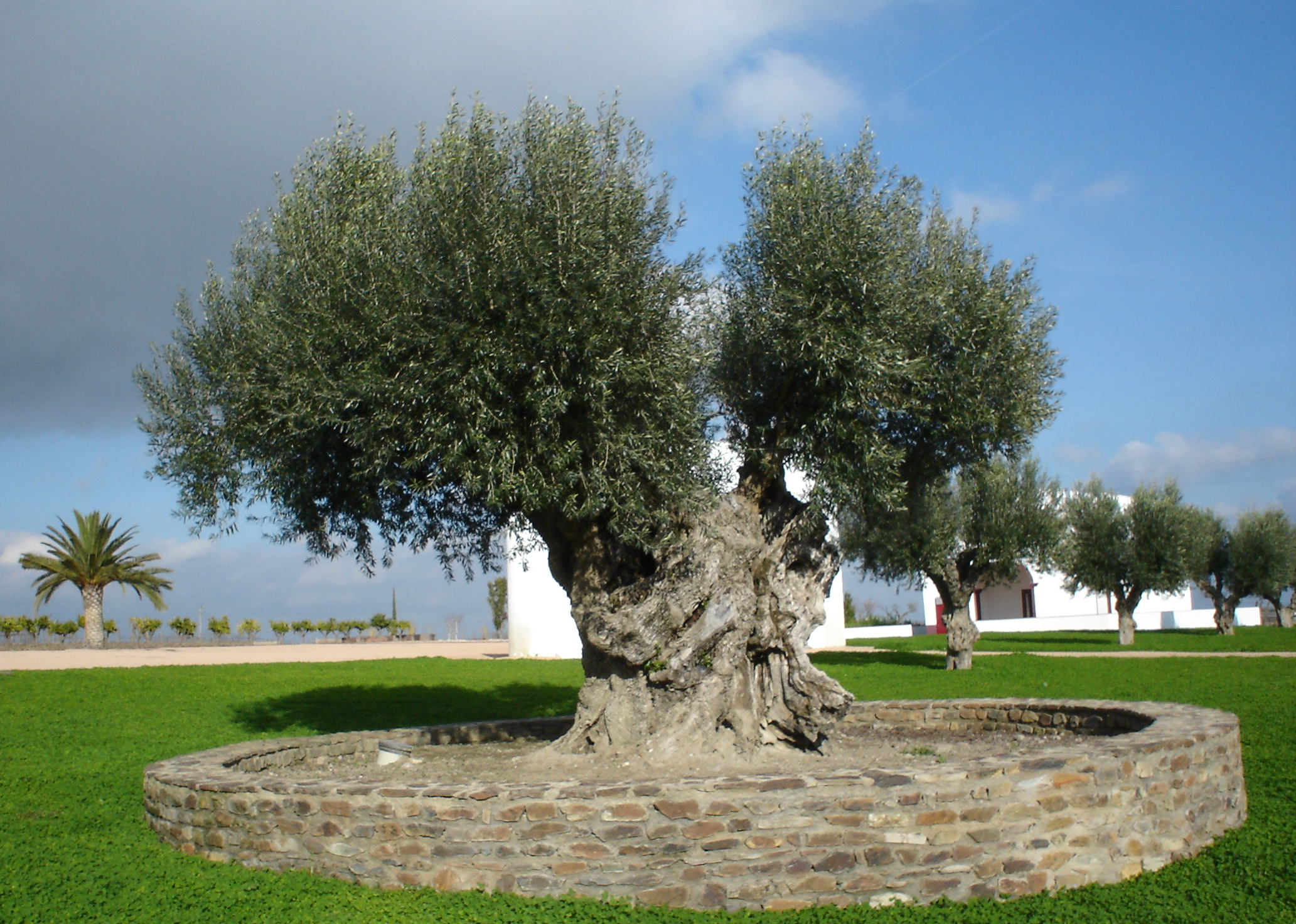
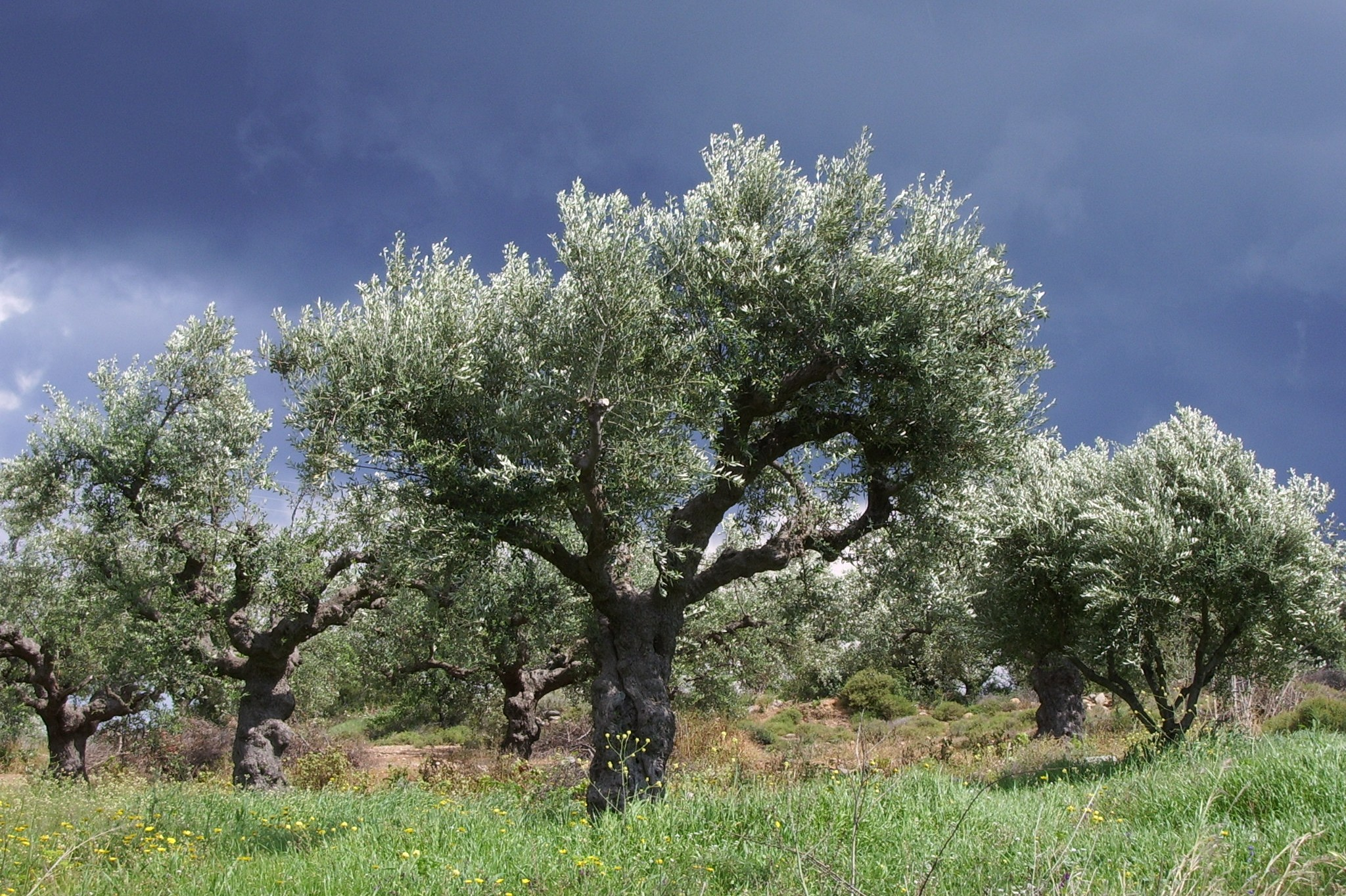
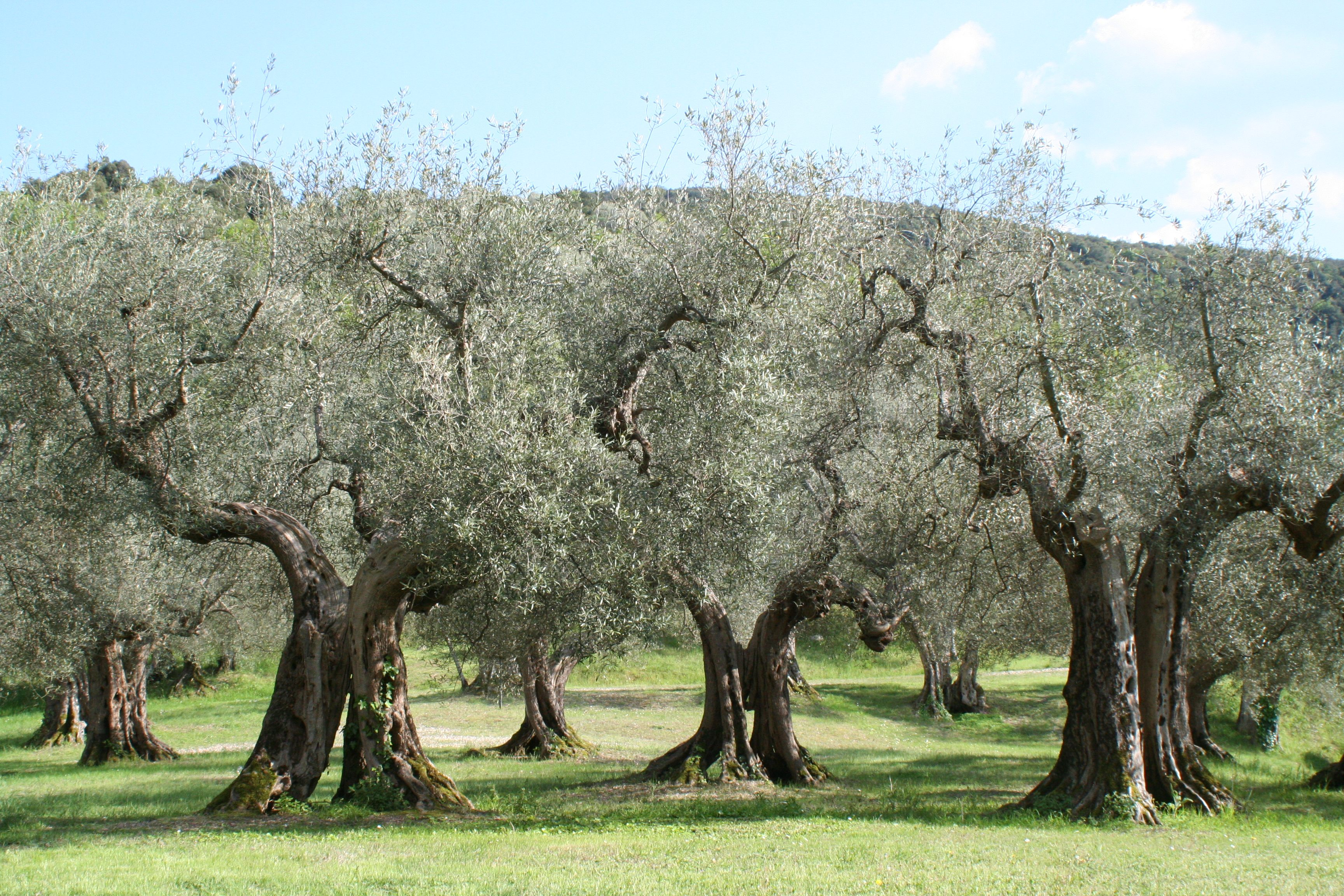
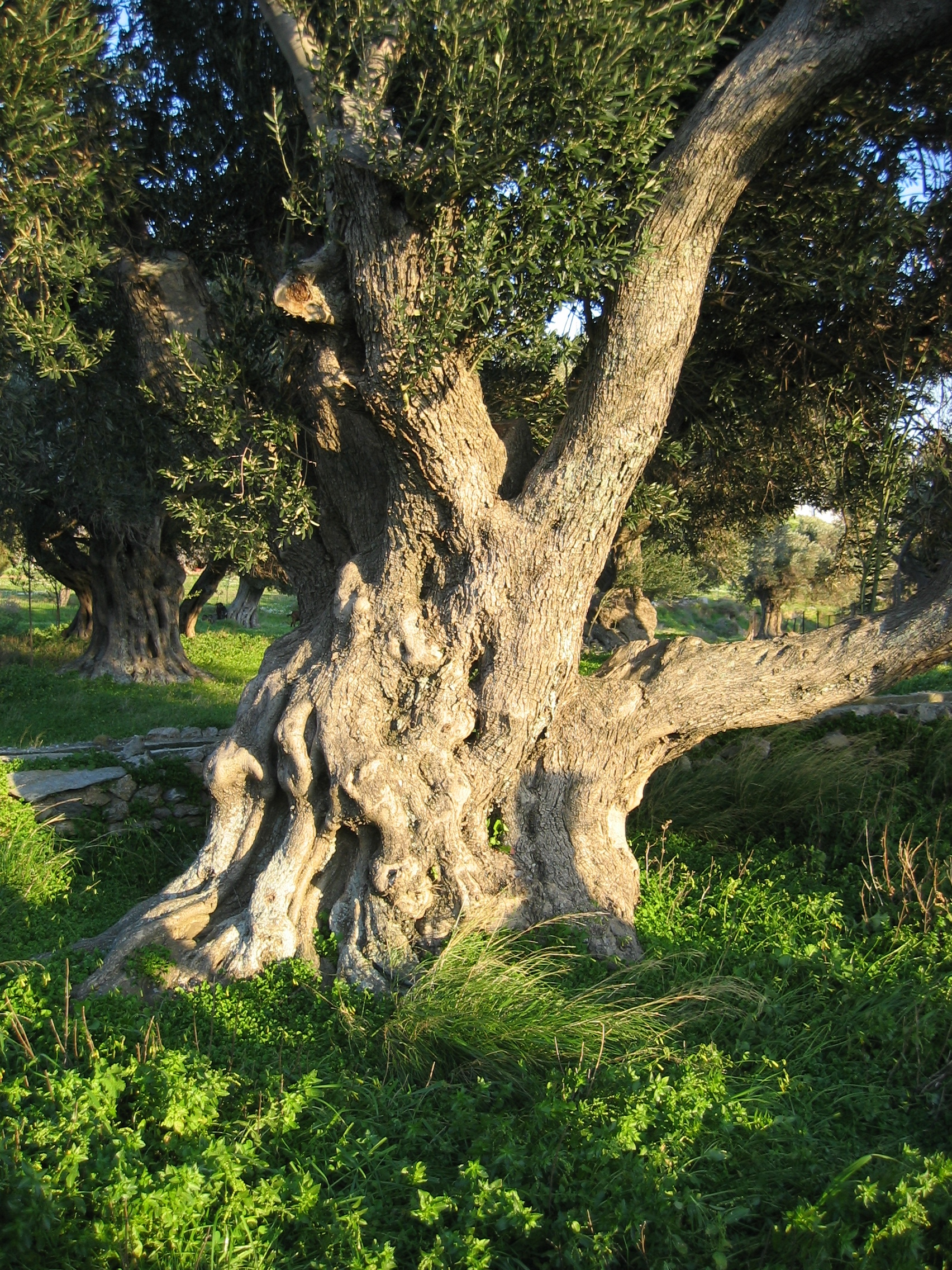
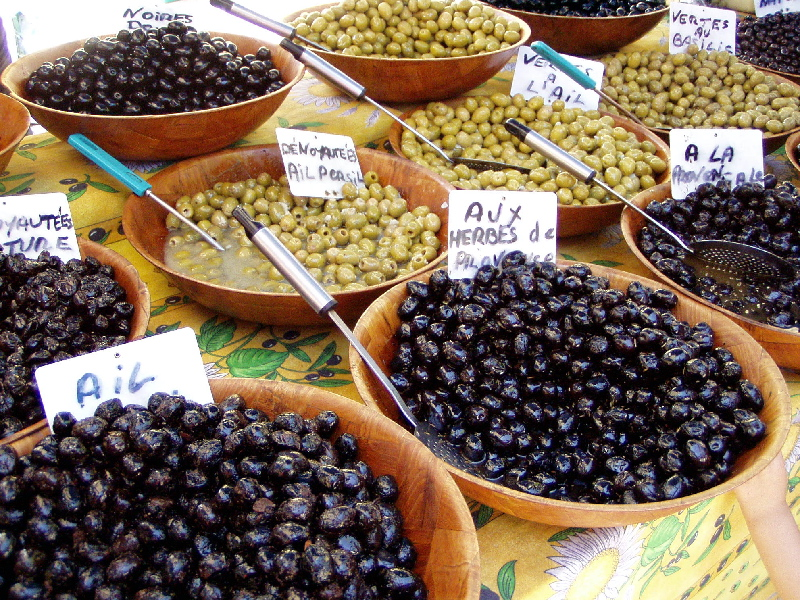
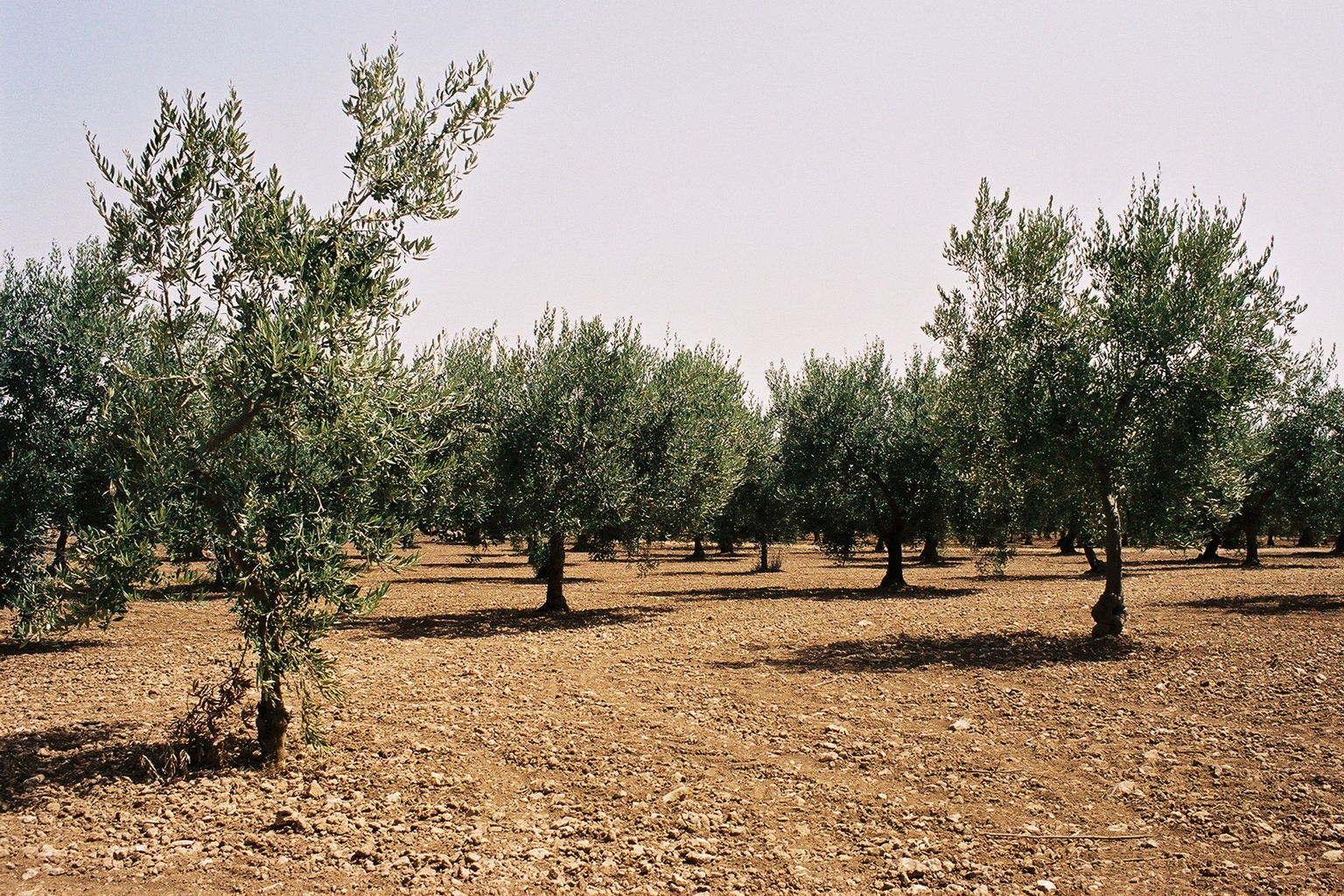
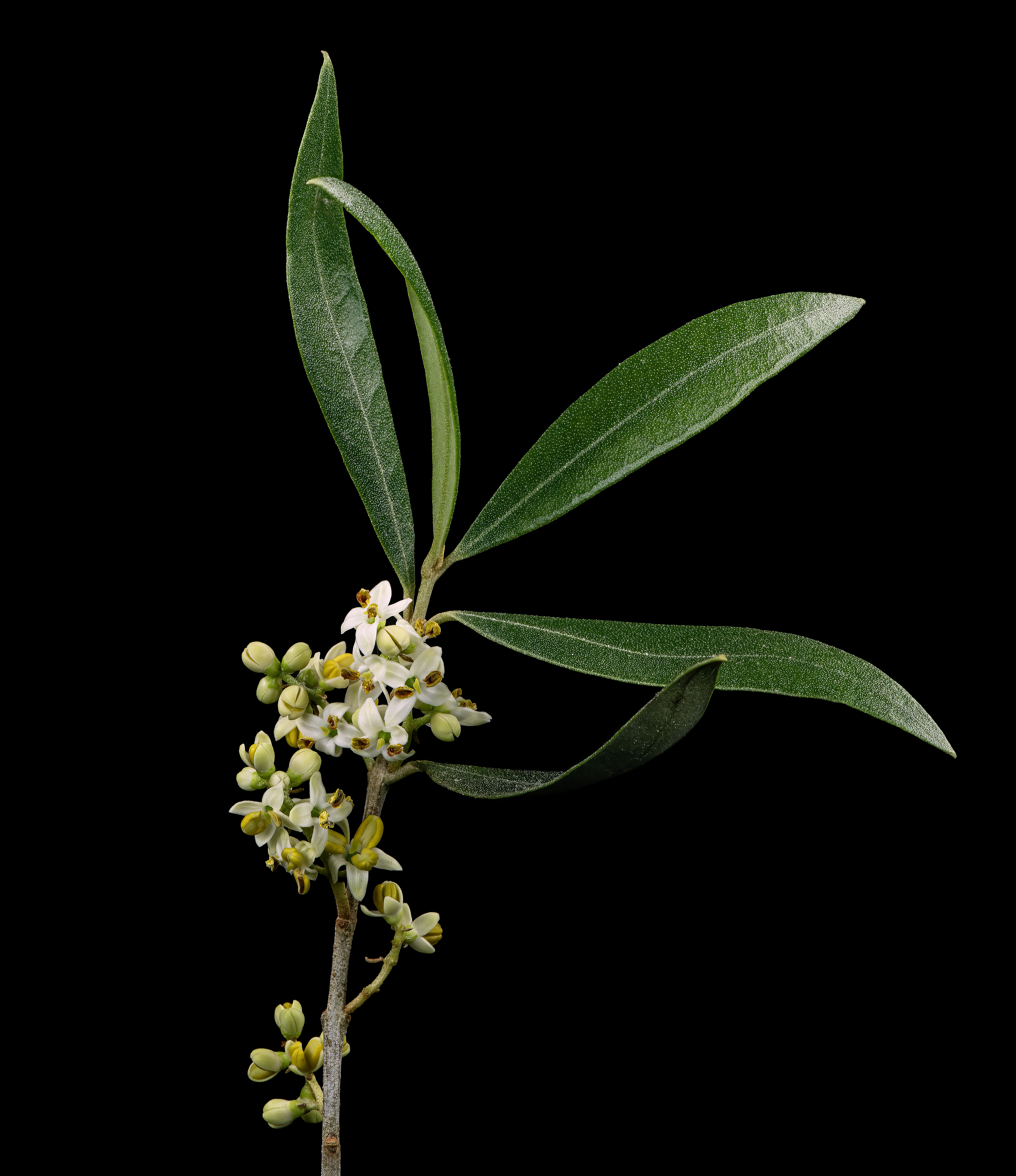
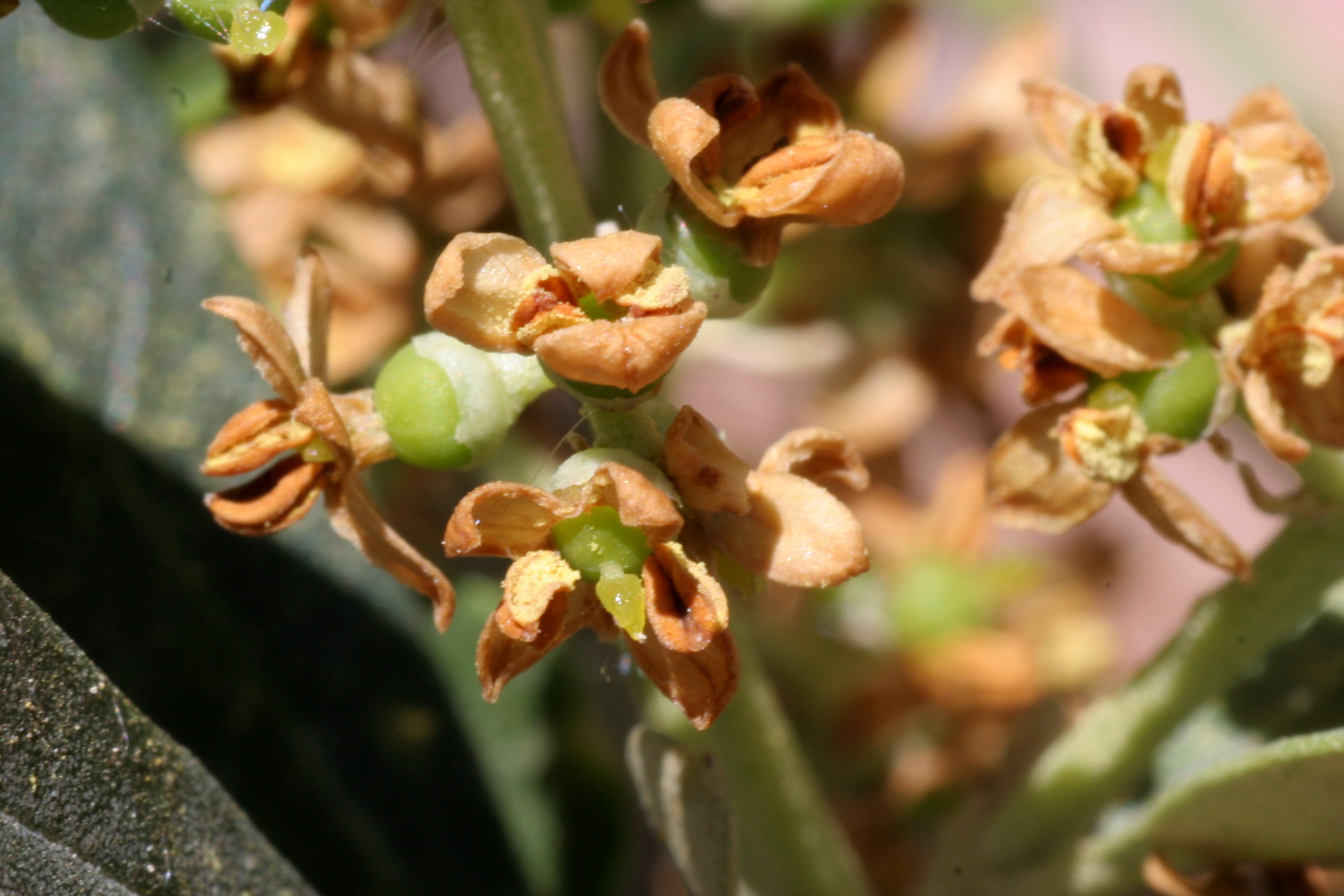
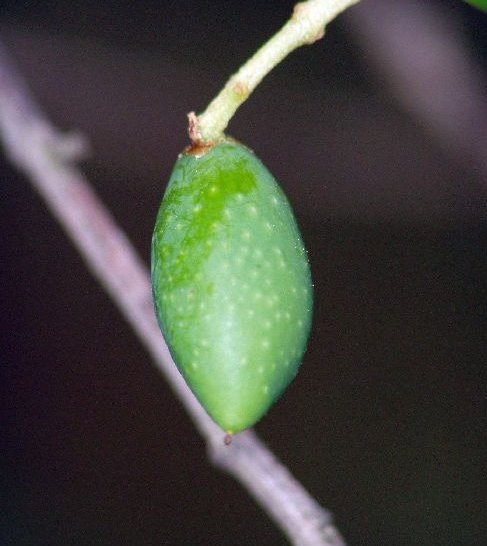
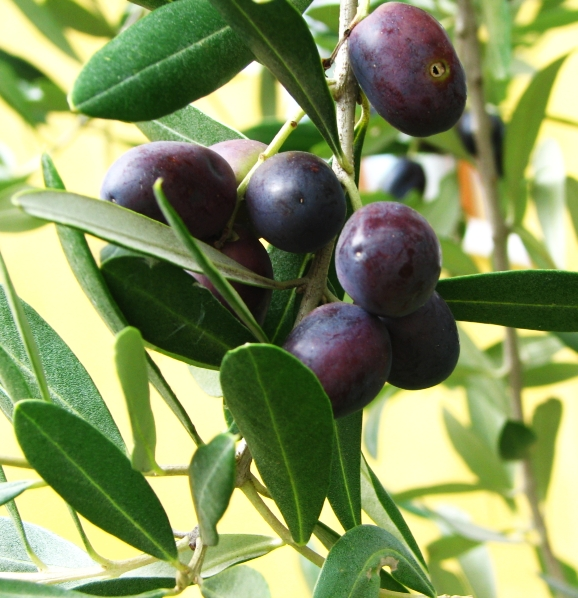
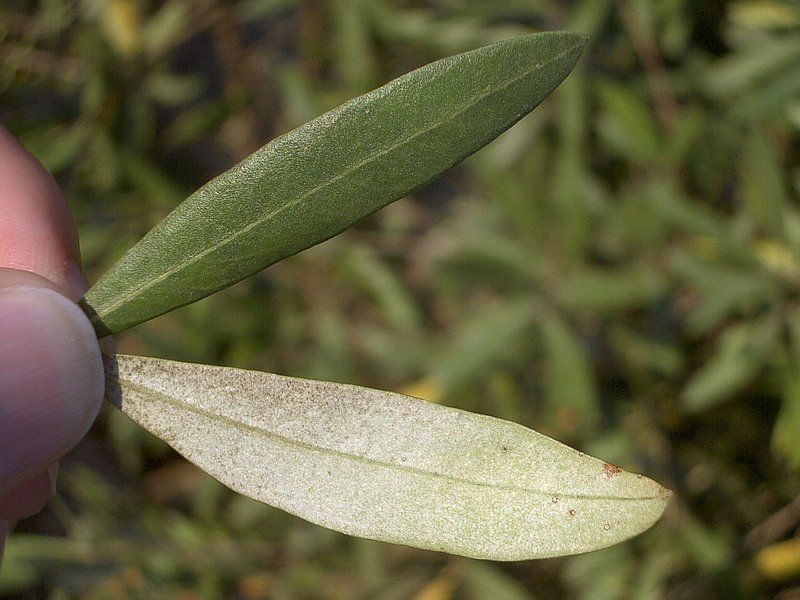